# 이슬라베드시

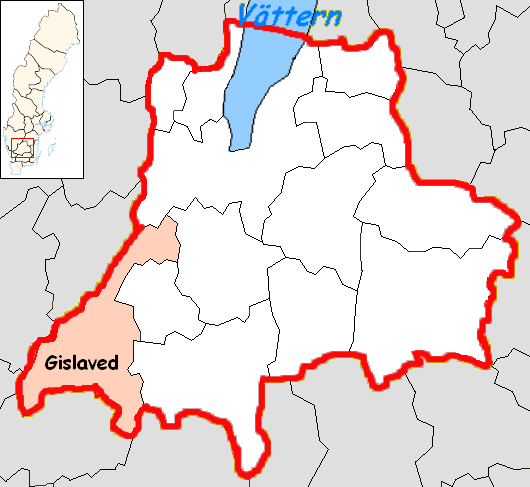
이슬라베드 시의 위치

이슬라베드시(스웨덴어: Gislaveds kommun)는 스웨덴 옌셰핑주에 위치한 지방 자치체로 행정 중심지는 이슬라베드이며 면적은 1,220.72km2, 인구는 29,478명(2016년 12월 31일 기준), 인구 밀도는 24명/km2이다.

시 문장